# Far del Cap de la Nau
El Far del cap de la Nau està situat al Cap de la Nau, a l'extrem sud del golf de València, al municipi de Xàbia, la Marina Alta.
De secció octogonal, té una altura de 20 metres i està situada a uns 122 metres sobre el nivell de la mar. La seua llum arriba una distància de 23 milles, el senyal nocturn de les quals consisteix en una sèrie continuada de centellejos.
A pesar que l'obra es va subhastar l'1 de juliol de 1914 (per un total de 68.212 pessetes), el far va entrar en funcionament el 26 de maig de 1928. Aquest retard va ser a causa que es va haver de fer una carretera per poder portar els materials, un vial que es va començar el 3 de juliol de 1923, que comunicava el far del cap de la Nau amb el barri de Duanes.
Sobre el promontori del cap de la Nau, abans que es construïra el far, es van realitzar el 29 de desembre de 1902, les proves de telegrafia sense fils entre la península i Eivissa, amb un sistema dissenyat pel valencià Julio Cervera.